# Cryphodera podocarpi
Cryphodera podocarpi är en rundmaskart som först beskrevs av Wim M. Wouts 1973.  Cryphodera podocarpi ingår i släktet Cryphodera och familjen Heteroderidae. Inga underarter finns listade i Catalogue of Life.